# Casa de Moeda Falsa do Paraopeba
A Casa de Moeda Falsa do Paraopeba ou Fábrica do Paraopeba é um sítio arqueológico remanescente de uma fundição clandestina de moeda que funcionou durante o auge do ciclo do ouro no século XVIII na antiga Capitania de Minas Gerais. A fábrica era altamente fortificada com armamento bélico, que a mantinha protegida de forasteiros e vizinhos curiosos. A fundição foi desativada ainda no século XVIII e, atualmente, encontra-se em ruínas.
A casa de moeda fundia e cunhava moedas com equipamentos roubados de casas de fundições oficiais do Rio de Janeiro e cobrava um "imposto" menor que o quinto do ouro cobrado pela Coroa portuguesa. A fortificação, além de ser belicamente protegida, localizava-se em posição estratégica, nos contrafortes da vertente ocidental da então chamada Serra do Paraopeba, escondida dos caminhos novos da Estrada Real que passavam pelo outro lado da serra e conduziam o ouro produzidos nas principais minas de Vila Rica, Mariana e Sabará e por onde passavam os ouvidores a serviço da Coroa. A fabricação clandestina de moeda deu origem ao atual topônimo da Serra da Moeda, bem como ao município mineiro de Moeda.
A fábrica funcionava com trabalho de aproximadamente cem homens de diversas origens, inclusive antigos funcionários da administração portuguesa na América, e era comandada por Inácio  de  Souza Ferreira. O empreendimento funcionou por vários anos e era apoiado por Dom Lourenço de Almeida, governador da capitania, no período de 1721 a 1732.

## História

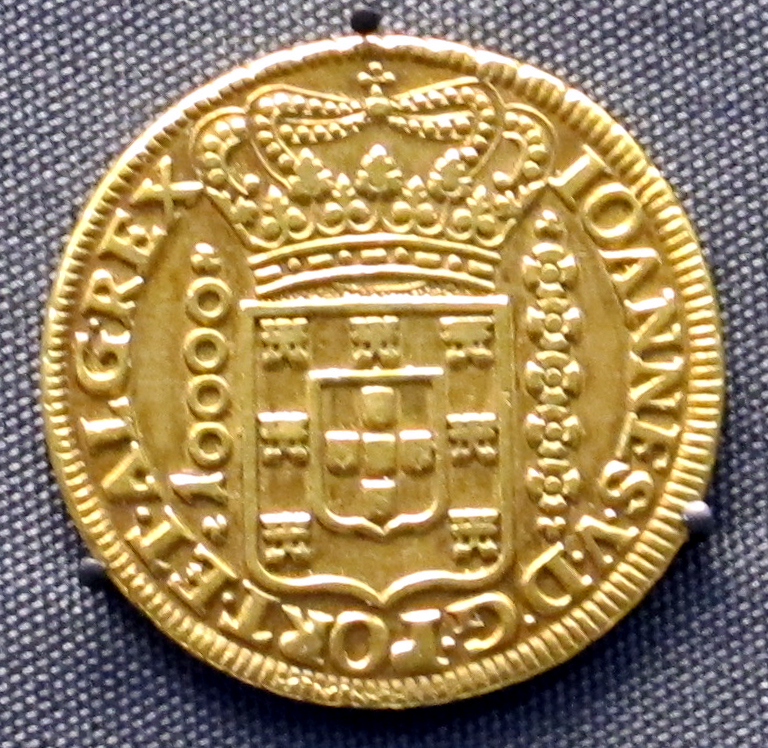
Moeda de ouro do Brasil Colonial.

A história da construção da Casa de Moeda Falsa do Paraopeba insere-se num contexto histórico do ciclo do ouro no Brasil, que atraiu diversas pessoas de diferentes partes do mundo, como europeus e brasileiros de outras partes das colônias que recebiam datas para exploração de ouro ou para implantação de fazendas que iriam abastecer os primeiros arraiais e vilas mineradores, escravos indígenas e principalmente africanos, que compunham a maior parte da classe trabalhadora das minas.
Antes do ciclo do ouro, o território que atualmente pertence ao estado de Minas Gerais era pouco habitado e denominava-se Sertão dos Cataguás. Nos séculos XVI e XVII, diversas expedições exploratórias, chamadas bandeiras adentraram nas terras hostis e selvagens dessa parte da colônia em busca de minerais preciosos e povos indígenas que serviriam como escravos. Em 1698, uma expedição de paulistas liderada pelo padre João de Faria Fialho encontrou ouro na serra de Itaverava em quantidades suficientes para atrair garimpeiros interessados a fundarem assentamentos que se tornariam arraiais e, posteriormente vilas e cidades mineiras.
Na primeira década do ciclo do ouro na região das minas das serras dos Cataguás, as atividades de extração aurífera eram monopolizadas por paulistas o que demonstrava a ausência da Coroa Portuguesa no controle da extração e comércio de ouro na colônia brasileira. A partir de 1707, travou-se uma disputa entre os grupos que já estavam minerando e outros grupos que chegaram às minas, formados por reinóis e colonos de outros locais, especialmente de Salvador e do Rio de Janeiro, liderados pelo português Manuel Nunes Viana. Estes forasteiros eram chamados pelos paulistas de Emboabas, o que deu o nome ao conflito.
Os paulistas tinham o costume de abandonar as povoações para se meterem pelos matos, conforme registrado pelo ouvidor-geral Pedro de Mustre Portugal, em referência à guerra dos Pires contra Camargo. Tal facilidade para se refugiarem nos matos foi observada em decorrência da Guerra dos Emboabas. O conflito terminou com a derrota dos paulistas, dos quais muitos foram mortos em episódios como o Capão da Traição. Os paulistas que sobreviveram aos ataques dos emboabas, migraram para outras regiões dos sertões da capitania em direção ao oeste e fundaram novos povoados. Destaca-se entre os lugares onde os paulistas se refugiaram as serras da região de Pitangui entre os rios Pará e Paraopeba. Nesta região, os paulistas encontraram ouro num morro, inicialmente, de fácil extração, pois o metal aflorava à superfície, à guisa de batatas. Por esse motivo, o morro é chamado até hoje de Batatal.
Desde o fim da Guerra dos Emboabas, as principais minas passaram a pelo domínio de exploradores reinóis e baianos, entretanto, o controle da fiscalização da produção e comércio de ouro pela Coroa Portuguesa era precário. Nessas circunstâncias, a Coroa decidiu instalar as casas de fundição em Salvador e no Rio de Janeiro e a cobrança do quinto do ouro passou a ser mais rígida. Esse episódio levou os mineradores de Vila Rica a uma revolta chamada Revolta de Filipe dos Santos, que acabou com a execução de seu principal líder.

## Conservação

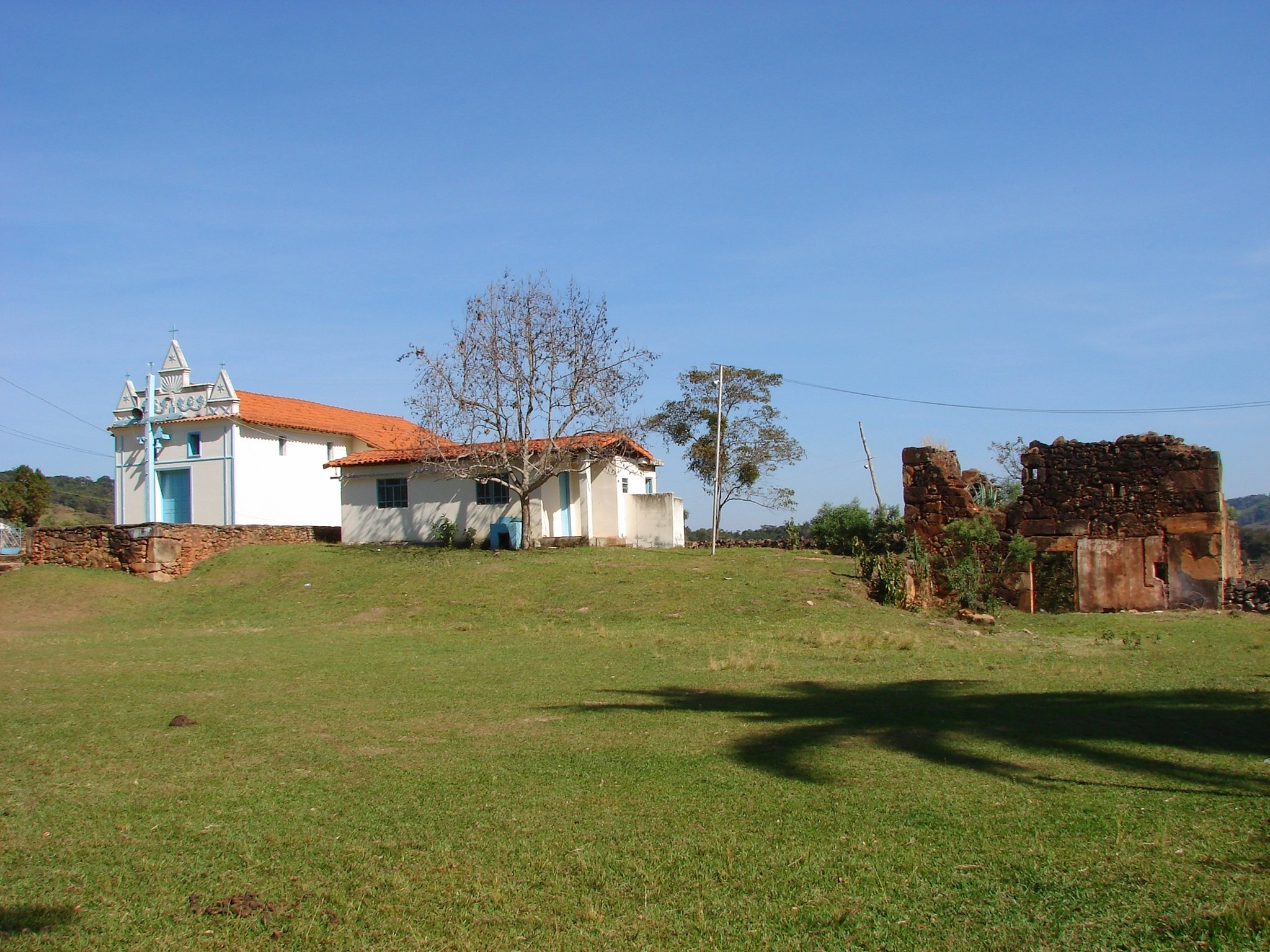
Ruínas da Casa da Moeda Falsa do Paraopeba e Igreja de São Caetano

A Serra da Moeda contém diversos sítios arqueológicos da época do ciclo do ouro, como a Casa de Moeda Falsa, o Forte de Brumadinho, Casa de Pedra e a Fábrica de Ferro Patriótica. Muitas dessas construções estão em estágio avançado de degradação. O desenvolvimento de atividades turísticas de apreciação do patrimônio histórico-cultural da serra depende de medidas drásticas de órgãos públicos para limpar, proteger e recuperar os bens históricos.
As ruínas da Casa de Moeda Falsa encontram-se na área de influência indireta da Mina Várzea do Lopes, um empreendimento de extração de minério de ferro em lavra a céu aberto. Como medida condicionante do processo de licenciamento ambiental da mina pertencente à empresa Gerdau, o empreendimento responde por obrigações como a conservação do patrimônio histórico e cultural localizado na sua área de influência indireta.